# 21550 Laviolette
A 21550 Laviolette (ideiglenes jelöléssel 1998 QS44) a Naprendszer kisbolygóövében található aszteroida. A LINEAR projekt keretében fedezték fel 1998. augusztus 17-én.